# Zagrebačka nogometna zona 1973./74.
Zagrebačka nogometna zona  je bila liga četvrtog stupnja nogometnog prvenstva Jugoslavije u sezoni 1973./74. 
 
Sudjelovalo je 16 klubova, a prvak je bio "Metalac" iz Siska. 

## Ljestvica
| mj. | klub                 | ut. | pob. | ner. | por. | gol+ | gol- | bod |
| --- | -------------------- | --- | ---- | ---- | ---- | ---- | ---- | --- |
| 1.  | Metalac Sisak        | 30  | 22   | 4    | 4    | 71   | 27   | 48  |
| 2.  | Sloga Čakovec        | 30  | 19   | 6    | 5    | 68   | 33   | 44  |
| 3.  | MTČ Čakovec          | 30  | 18   | 6    | 6    | 76   | 48   | 42  |
| 4.  | Metalac Zagreb       | 30  | 16   | 7    | 7    | 71   | 33   | 39  |
| 5.  | Dubrava Zagreb       | 30  | 13   | 9    | 8    | 35   | 34   | 35  |
| 6.  | Ilovac Karlovac      | 30  | 13   | 8    | 9    | 53   | 50   | 24  |
| 7.  | Banija Glina         | 30  | 10   | 8    | 12   | 41   | 46   | 28  |
| 8.  | Radnik Velika Gorica | 30  | 9    | 9    | 12   | 48   | 46   | 27  |
| 9.  | Zagorac Krapina      | 30  | 8    | 11   | 11   | 46   | 46   | 27  |
| 10. | Oroteks Oroslavje    | 30  | 10   | 6    | 14   | 42   | 51   | 26  |
| 11. | Čelik Križevci       | 30  | 10   | 5    | 15   | 43   | 51   | 25  |
| 12. | Končar Zagreb        | 30  | 7    | 10   | 13   | 27   | 40   | 24  |
| 13. | Mladost Petrinja     | 30  | 6    | 12   | 12   | 21   | 39   | 24  |
| 14. | Rudeš Zagreb         | 30  | 8    | 7    | 15   | 30   | 43   | 23  |
| 15. | Slaven Koprivnica    | 30  | 4    | 9    | 17   | 26   | 65   | 17  |
| 16. | Galdovo Sisak        | 30  | 6    | 5    | 19   | 37   | 83   | 17  |

## Rezultatska križaljka
| kratica | klub                 | BAN | ČEL | DUB | GAL | ILO | KON | METS | METZ | MLA | MTČ | ORO | RAD | RUD | SLA | SLO | ZAG |
| --- | -------------------- | --- | --- | --- | --- | --- | --- | ---- | ---- | --- | --- | --- | --- | --- | --- | --- | --- |
| BAN | Banija Glina         |     |     |     |     |     |     |      |      |     |     |     |     |     |     |     |     |
| ČEL | Čelik Križevci       |     |     |     |     |     |     |      |      |     |     |     |     |     |     |     |     |
| DUB | Dubrava Zagreb       |     |     |     |     |     |     |      |      |     |     |     |     |     |     |     |     |
| GAL | Galdovo Sisak        |     |     |     |     |     |     |      |      |     |     |     |     |     |     |     |     |
| ILO | Ilovac Karlovac      |     |     |     |     |     |     |      |      |     |     |     |     |     |     |     |     |
| KON | Končar Zagreb        |     |     |     |     |     |     |      |      |     |     |     |     |     |     |     |     |
| METS | Metalac Sisak        |     |     |     |     |     |     |      |      |     |     |     |     |     |     |     |     |
| METZ | Metalac Zagreb       |     |     |     |     |     |     |      |      |     |     |     |     |     |     |     |     |
| MLA | Mladost Petrinja     |     |     |     |     |     |     |      |      |     |     |     |     |     |     |     |     |
| MTČ | MTČ Čakovec          |     |     |     |     |     |     |      |      |     |     |     |     |     |     |     |     |
| ORO | Oroteks Oroslavje    |     |     |     |     |     |     |      |      |     |     |     |     |     |     |     |     |
| RAD | Radnik Velika Gorica |     |     |     |     |     |     |      |      |     |     |     |     |     |     |     |     |
| RUD | Rudeš Zagreb         |     |     |     |     |     |     |      |      |     |     |     |     |     |     |     |     |
| SLA | Slaven Koprivnica    |     |     |     |     |     |     |      |      |     |     |     |     |     |     |     |     |
| SLO | Sloga Čakovec        |     |     |     |     |     |     |      |      |     |     |     |     |     |     |     |     |
| ZAG | Zagorac Krapina      |     |     |     |     |     |     |      |      |     |     |     |     |     |     |     |     |
| |                      |     |     |     |     |     |     |      |      |     |     |     |     |     |     |     |     |
| podebljan rezultat - utakmice od 1. do 15. kola (1. utakmica između klubova) rezultat normalne debljine - utakmice od 16. do 30. kola (2. utakmica između klubova) rezultat nakošen - nije vidljiv redoslijed odigravanja međusobnih utakmica iz dostupnih izvora rezultat smanjen * - iz dostupnih izvora nije uočljiv domaćin susreta prekrižen rezultat - poništena ili brisana utakmica p - utakmica prekinuta 3:0 p.f. / 0:3 p.f. - rezultat 3:0 bez borbe |                      |     |     |     |     |     |     |      |      |     |     |     |     |     |     |     |     |

 Izvori: